# La Renaixensa
La Renaixensa fue una publicación periódica que apareció en Barcelona el 1 de febrero de 1871 y cuyo último número se publicó el 9 de mayo de 1905. Inicialmente fue de aparición quincenal, hasta que en 1881 su aparición se hizo diaria. 

## Historia
La idea de esta publicación fue de Pere Aldavert que contó con el apoyo de Ángel Guimerá y de Francesch Matheu, quien se convirtió en el primer director de la misma. Los tres formaban parte de la sociedad catalanista la Jove Catalunya. Nació con la idea de ser una revista dedicada a la literatura y a las ciencias, declarándose apolítica; sin embargo, desde 1873, aparecieron publicados artículos con un contenido marcadamente político, centrados especialmente en las cuestiones catalanas. En 1878 la revista sufrió una suspensión de medio año por la divulgación de estos artículos. 
Bajo la dirección de Ángel Guimerá, la revista siguió siendo eminentemente literaria. En ella aparecían obras de los principales autores de la época así como investigaciones históricas o las polémicas que se desarrollaban dentro del entorno cultural catalán como las relativas a la gramática. 
En 1881, durante la celebración del Primer Congreso Catalanista, surgieron desacuerdos entre Valentín Almirall, por aquel entonces director de Diari Català y los editores de La Renaixença lo que llevó a estos últimos a convertir su publicación en un diario. Continuó editándose sin embargo la revista literaria que pasó a ser de publicación mensual. La revista acabó convirtiéndose en un suplemento del periódico a partir de 1882.
El periódico, que tenía como subtítulo Diari de Catalunya, contaba con dos ediciones y estaba dirigido por Pere Aldavert. Aunque intentó mantenerse dentro de la neutralidad política, a partir de 1892 se convirtió en un órgano de expresión no oficial de la Unió Catalanista. Entre sus colaboradores habituales se encontraban Enric Prat de la Riba y Josep Puig i Cadafalch.
El periódico sufrió una nueva suspensión el 12 de mayo de 1897 por su postura crítica ante la crisis de Cuba. Durante esta suspensión, se publicó como suplemento del periódico Lo Somatent que se editaba en Reus. La Reinaxença empezó a entrar en crisis a raíz de la creación de la Lliga Regionalista y debido a la fuerza que adquirió el periódico La Veu de Catalunya, órgano de expresión de este partido. Dejó de publicarse en 1905.